# Courgis
Courgis – miejscowość i gmina we Francji, w regionie Burgundia-Franche-Comté, w departamencie Yonne.
Według danych na rok 1990 gminę zamieszkiwały 253 osoby, a gęstość zaludnienia wynosiła 25 osób/km² (wśród 2044 gmin Burgundii Courgis plasuje się na 659. miejscu pod względem liczby ludności, natomiast pod względem powierzchni na miejscu 923.).